# Pokus o státní převrat v Burkině Faso 2016
Pokus o státní převrat v Burkině Faso 2016 byl pokusem o svržení vlády Burkiny Faso, k němuž došlo 8. října 2016. Nejméně 30 bývalých příslušníků elitní prezidentské gardy (známé jako RSP) plánovalo útok na tři cíle: prezidentskou rezidenci, vojenské kasárny a věznici v hlavním městě Ouagadougou. V souvislosti s tímto pokusem byli zabiti dva lidé a nejméně deset dalších bylo zatčeno. Pokus o převrat vedl Gaston Coulibaly, bývalý prominentní člen RSP.